# Reningsversen

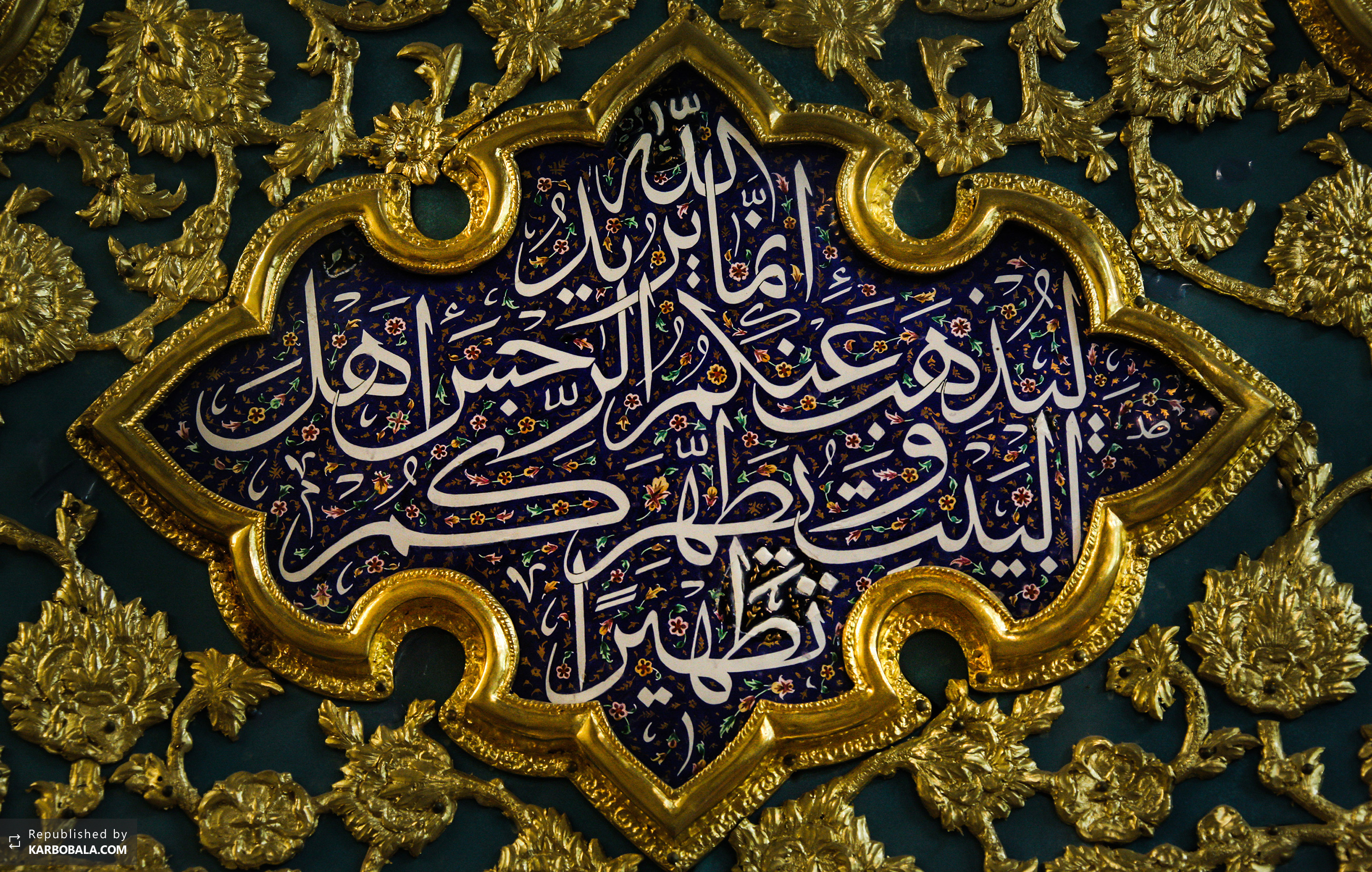
Arabisk kalligrafi av en del av Reningsversen i Husayn ibn Alis helgedom.

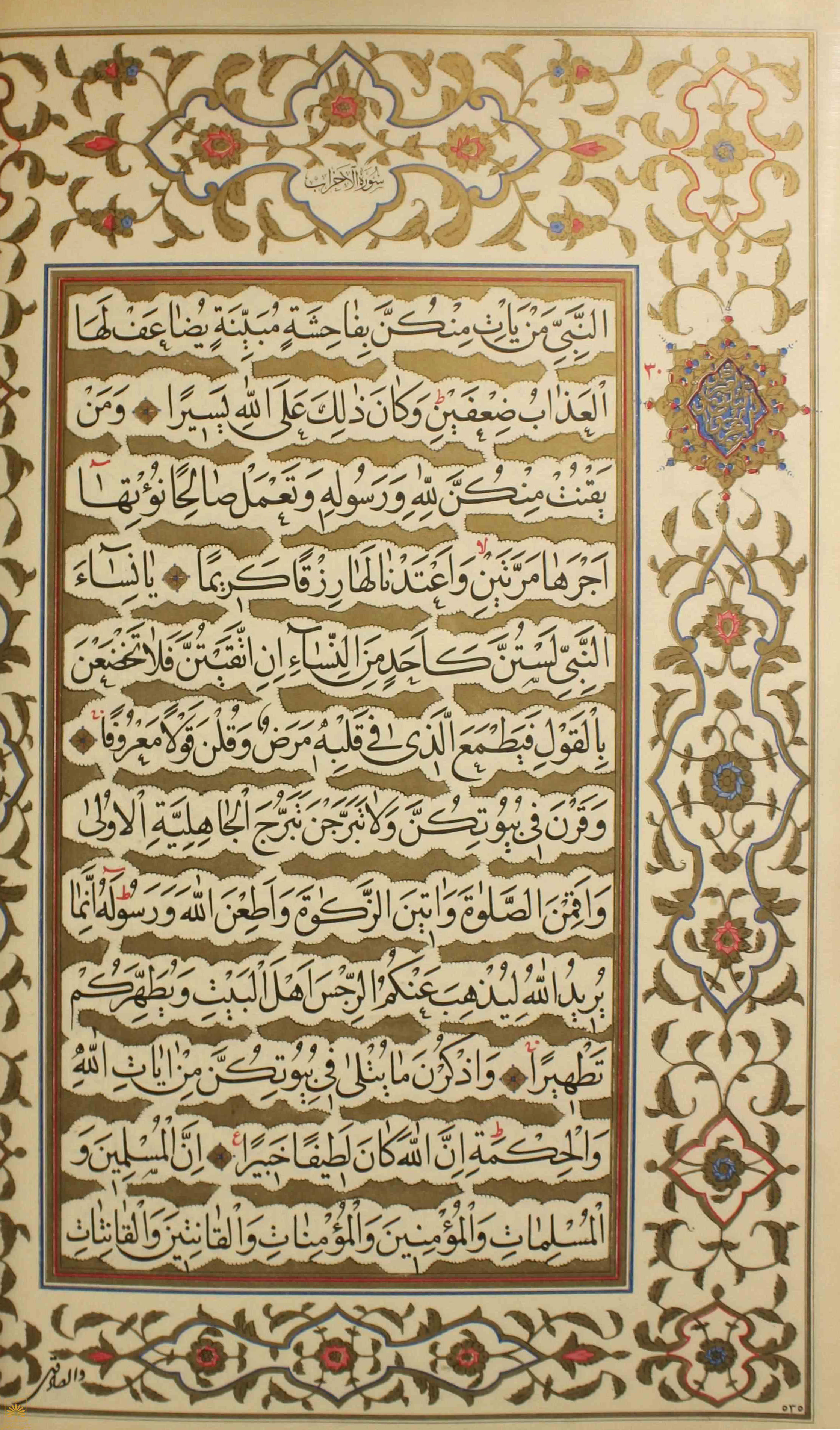
Reningsversen i Koranen, med Mirza Ahmad Neirizis handstil.

Reningsversen (arabiska:آیة التطهیر) syftar på vers 33:33 i Koranen och handlar om den islamiske profeten Muhammeds fruar och Ahl al-bayt (ordagrant husets folk). Versen är av speciell vikt för shiamuslimer för att den ger information om Muhammeds Ahl al-Bayt. Shiiter anser att versen visar på att Ahl al-Bayt är felfria. Antingen avvisas denna åsikt i sunniislam, eller så stöds den delvis vilket är fallet i sufismen. Den första delen av versen refererar till Muhammeds fruar, medan den sista delen nämner termen Ahl al-bayt. Muslimer är oense om vem som tillhör Ahl al-bayt och vilka politiska privilegier eller ansvar de har. Den sista delen i denna vers lyder: 
Gud vill endast (innama yuridullahu) ta bort orenheter (rijs) från er, [å] Ahl al-bayt, och rena er fullständigt.

## Text och översättning
| Text | Translitteration | Översättning |
| --- | --- | --- |
| وَقَرْ‌نَ فِي بُيُوتِكُنَّ وَلَا تَبَرَّ‌جْنَ تَبَرُّ‌جَ الْجَاهِلِيَّةِ الْأُولَىٰ ۖ وَأَقِمْنَ الصَّلَاةَ وَآتِينَ الزَّكَاةَ وَأَطِعْنَ اللَّـهَ وَرَ‌سُولَهُ ۚ إِنَّمَا يُرِ‌يدُ اللَّـهُ لِيُذْهِبَ عَنكُمُ الرِّ‌جْسَ أَهْلَ الْبَيْتِ وَيُطَهِّرَ‌كُمْ تَطْهِيرً‌ا | Waqarna fee buyootikunna walatabarrajna tabarruja aljahiliyyati al-oola waaqimnaassalata waateena azzakatawaatiAAna Allaha warasoolahu innama yureeduAllahu liyuthhiba AAankumu arrijsa ahlaalbayti wayutahhirakum tatheera | Och stanna i ert hem. Men [om ni måste lämna det] försök inte dra uppmärksamheten till era yttre företräden på det sätt som var vanligt under den hedniska tiden, och förrätta bönen och ge åt de behövande och lyd Gud och Hans Sändebud. Gud vill befria er, ni som står Profeten närmast, från all [jordisk] smuts och göra er renhet fullkomlig. |

## Vad är rijs?
Enligt Nasr et al. omfattar (andlig) orenhet (rijs) alla onda handlingar och falska övertygelser som uppstår från "hjärtats sjukdom", som är ett annat koraniskt uttryck som förekommer till exempel i vers 9:125. Reningsversen kan alltså tolkas som att Gud vill ta bort all felaktig handling eller tro från Ahl al-bayt och förse dem med felfrihet (isma), det vill säga det medfödda skyddet mot alla falska övertygelser eller onda handlingar. Felfrihet ses som ett av Gud skänkt medvetande som åsidosätter alla andra mänskliga förmågor, på sådant vis att en felfri person är helt skyddad från att gå vilse och begå synder.

## Akademisk syn
De föregående verserna innehåller instruktioner till Muhammeds fruar, och verben och pronomen är i feminin plural. Dock är pronomen i slutet av denna vers i maskulin plural. Därmed är det inte längre fråga om profetens fruar eller endast bara dem. Således måste uttrycket Ahl al-bayt betyda Muhammeds familj. Privilegiet refererar därför till hans närmaste.
Det finns en historia som återberättats i många traditioner som säger att Muhammed gav skydd åt sina barnbarn Hassan ibn Ali och Husayn ibn Ali, sin dotter Fatima och sin svärson Ali under sin mantel vid olika omständigheter, inklusive Mubahala. Därmed är det de fem som ges titeln Ahl al-Kisa eller Mantelns folk.
Det har förekommit att listan utvidgats med Muhammeds fruar, men vanligen anges att gruppen av de privilegierade är begränsad till de fem ovan nämnda.

### Källhänvisningar
1. ↑  Brunner 2014.
2. ↑  Nasr et al. 2015, s. 2331.
3. ↑  ”Tanzil - Quran Navigator | القرآن الكريم”. tanzil.net. http://tanzil.net/#trans/sv.bernstrom/33:33. Läst 15 augusti 2020.
4. ↑  Nasr et al. 2015, s. 2331–2.
5. ↑  "Fāṭima." Encyclopaedia of Islam, Second Edition. Edited by: P. Bearman, Th. Bianquis, C.E. Bosworth, E. van Donzel, W.P. Heinrichs. Brill Online, 2014. Reference. 08 April 2014